# The Fall and Rise of Reginald Perrin
The Fall and Rise of Reginald Perrin är en brittisk komediserie som sändes i tre säsonger på BBC mellan 1976 och 1979.
Serien är baserad på en romanserie av David Nobbs.

## Handling
Reginald Perrin drivs av sitt meningslösa arbete till att fejka självmord för att kunna återuppbygga sig själv och hitta meningen med livet.

## Rollista i urval
- Leonard Rossiter - Reginald Perrin
- Pauline Yates - Elizabeth Perrin
- John Barron - C.J.
- Sue Nicholls - Joan Greengross
- Geoffrey Palmer - Jimmy Anderson
- John Horsley - Doc Morrissey
- Trevor Adams - Tony Webster